# ژولیو سانتوس
ژولیو سانتوس (به پرتغالی: Júlio César dos Santos) مدافع اهل برزیل است که در شهر اوزاسکو و در تاریخ ۱۲ دسامبر ۱۹۸۱ به دنیا آمده‌است.
ژولیو سانتوس در تیم‌های فوتبال سائوپائولو، Paysandu، Goiás، واسکو دوگاما، Tours FC، باشگاه ورزشی سائو کتانو، باشگاه فوتبال تی‌پی مازمبه سابقهٔ حضور دارد.